# Кендице
Кендице (слч. Kendice) насељено је мјесто са административним статусом сеоске општине (слч. obec) у округу Прешов, у Прешовском крају, Словачка Република.

## Становништво
| Година:    | 1994. | 2004.    | 2014.    | 2024.   |
| ---------- | ----- | -------- | -------- | ------- |
| Број људи: | 1404  | 1672     | 1923     | 2082    |
| Разлика:   |       | +19,08 % | +15,01 % | +8,26 % |

| Година:    | 2023. | 2024.   |
| ---------- | ----- | ------- |
| Број људи: | 2047  | 2082    |
| Разлика:   |       | +1,70 % |

Према подацима о броју становника из 2024. године насеље је имало 2082 становника.